# Lov na jednorožicu
Lov na jednorožicu praksa je gdje dvoje ljudi u ljubavnoj vezi traži treću osobu za snošaj u troje ili poliamoričnu vezu. Obično se radi o heteroseksualnom paru koji traži žensku osobu, zbog čega se praksa u nekim krugovima smatra fetišizacijom biseksualnih žena.

## Izraz
Izraz jednorožica potječe od činjenice da heteroseksualni parovi smatraju kako je iznimno teško pronaći biseksualnu djevojku koja bi se htjela pridružiti postojećem paru, zbog čega ju se uspoređuje s jednorogom. Vjeruje se da je termin u ovom značenju skovan 1970-ih godina u zajednicama swingera.